# Vânători, Mureș
Vânători, mai demult Hașfalău, (în maghiară Héjjasfalva, Héjásfalva, în germană Diewaldsdorf, Teufelsdorf, Truffelsdorf, în dialectul săsesc Deiwelsderf, Deiwelsterf) este satul de reședință al comunei cu același nume din județul Mureș, Transilvania, România.

## Istoric
Satul Vânători este atestat documentar în anul 1329 cu numele de Villa Eyanis.

## Localizare
Localitatea este situată pe malul stâng al râului Târnava Mare, pe drumul național DN15 Sighișoara - Brașov. În perimetrul comunei se află punctul de vărsare a pârâului Archita în Târnava Mare.

## Galerie de imagini

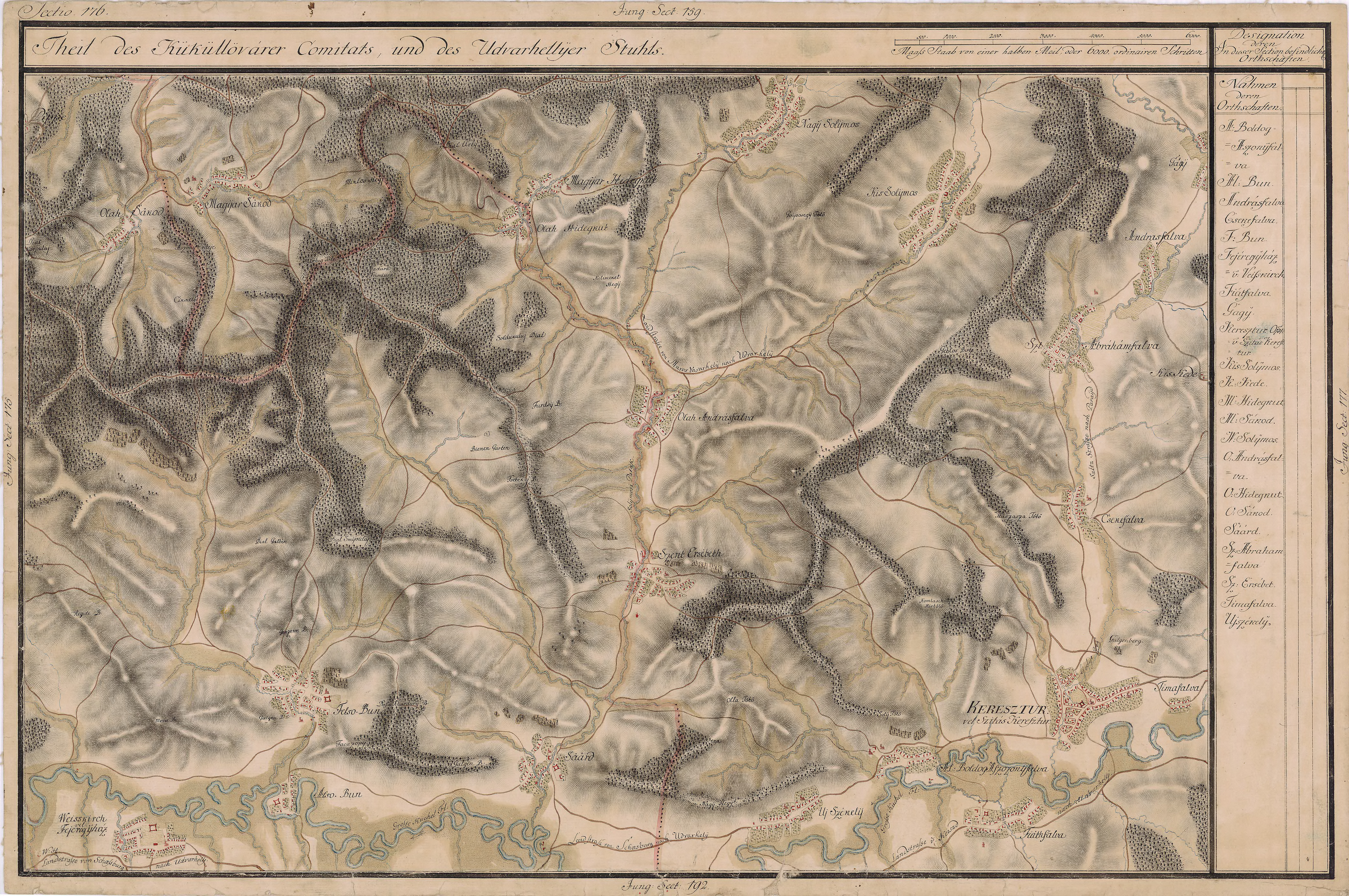
Vânători pe Harta Iosefină a Transilvaniei, 1769-73
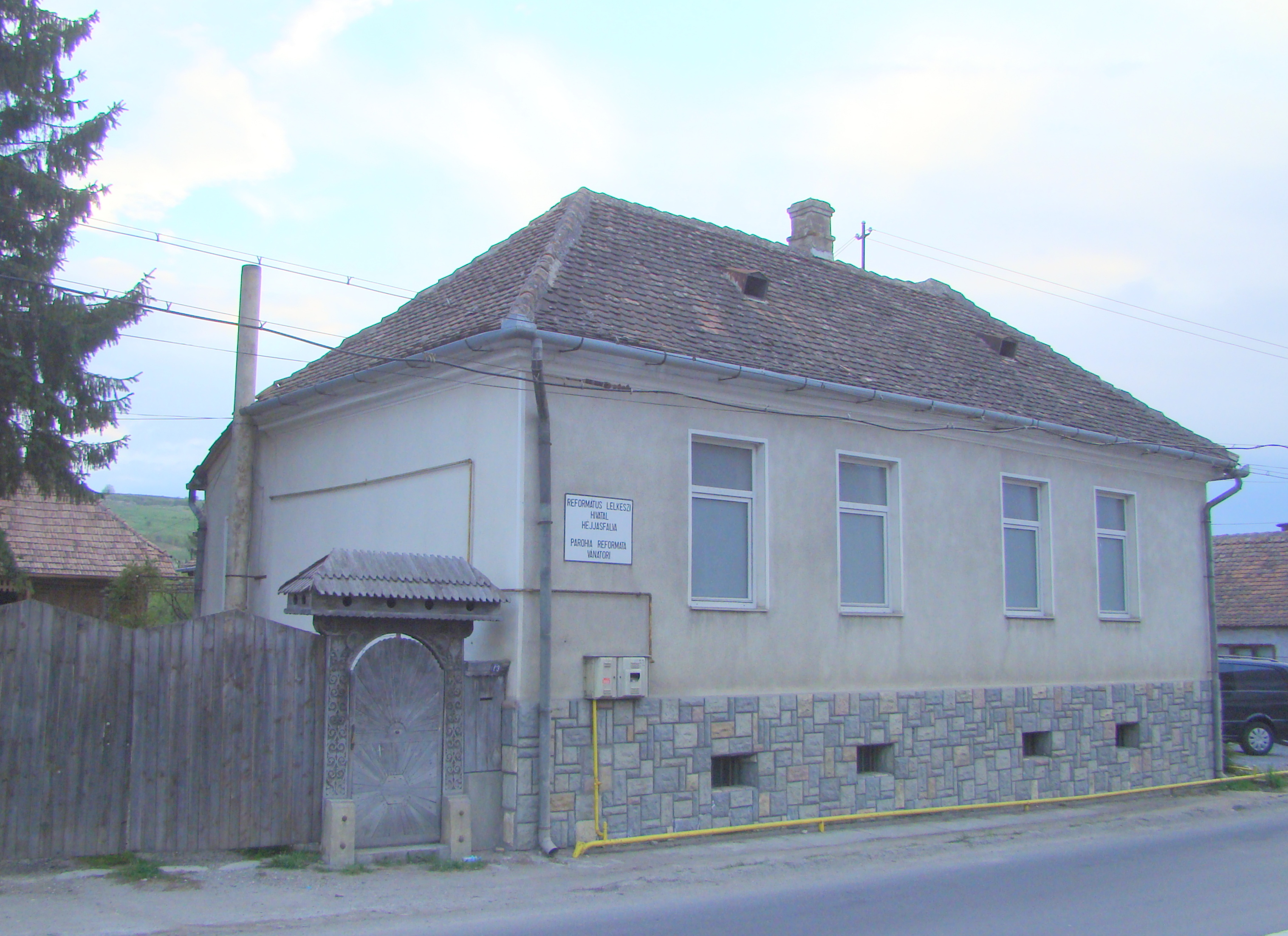
Casa parohială reformată (monument istoric)